# ヤマハ・ミント

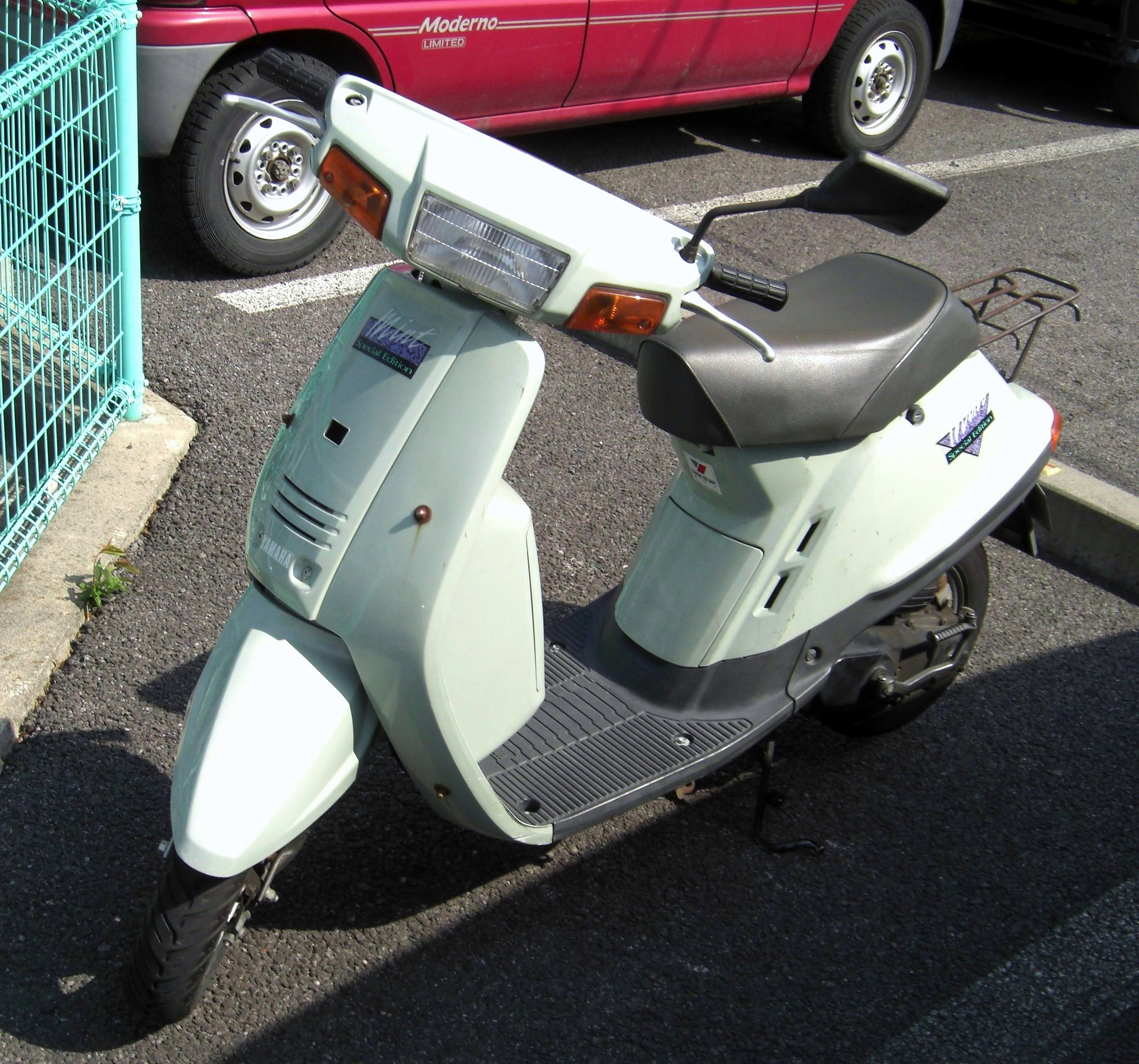
ヤマハ・ミント

ヤマハ・ミント (Yamaha Mint) は、ヤマハ発動機が1986年6月に発売した50ccスクーターである。現在は既に生産を終了している。
車名はハーブのミントに由来する。

## 概要
「スフィアフォルム」と呼ばれる球形を取り入れたボディデザインに明るいパステルカラーの車体色を積極的に採用し、当時の女性層をメインターゲットとして開発された。そのため、車両重量は乾燥で49kg（標準型）と軽量で、シート高は685mmと低く設定されている。さらに前後8インチサイズのタイヤを採用し、ハンドルの切れ角は左右50度、最小回転半径は1.5mと、スーパーなどの駐輪場では自転車以上に小回りが利く設計となっていた。
搭載されるエンジンは、4.3psを発揮する空冷2サイクル単気筒。駆動方式は一般的なVベルトではなく、オイルバス式のチェーンドライブを採用していた。
グレードは標準型の「ミント」と、フロントトランク・セルスターターを標準装備した「ミントスペシャル」の2種類。当時のメーカー希望小売価格は標準型で99,800円、スペシャルで109,800円であった。